# Luca Serio
Luca Serio (Grottaglie, 20 agosto 2003) è un nuotatore italiano, specializzato nello stile libero.

## Biografia
Nel 2021 si è messo in evidenza agli europei giovanili di Roma, dove ha ottenuto la medaglia d'argento nella staffetta 4x100 stile libero mista, senza scendere in acqua nella finale.
Ai campionati italiani invernali di Riccione 2021 si è classificato terzo nei 100 m stile libero, terminando alle spalle di Thomas Ceccon e Ivano Vendrame.
È stato convocato ai Giochi del Mediterraneo di Orano 2022 in cui ha vinto l'oro nella staffetta 4x100 m stile libero, con Alessandro Bori, Giovanni Carraro e Filippo Megli.

## Palmarès
- Giochi del Mediterraneo

Orano 2022: oro nella 4x100m sl.
- Europei giovanili

Roma 2021: argento nella 4x100 sl mista.